# Gosei 1988
Il Gosei 1989 è stata la tredicesima edizione del torneo goistico giapponese Gosei. 

## Svolgimento
- W indica vittoria col bianco
- B indica vittoria col nero
- X indica la sconfitta
- +R indica che la partita si è conclusa per abbandono
- +N indica lo scarto dei punti a fine partita
- +F indica la vittoria per forfeit
- +T indica la vittoria per timeout
- +? indica una vittoria con scarto sconosciuto
- V indica una vittoria in cui non si conosce scarto e colore del giocatore

### Fase preliminare
La fase preliminare serve a determinare chi accede al torneo per la selezione dello sfidante. Consiste in un torneo preliminare, i cui vincitori sono qualificati al torneo per la determinazione dello sfidante.

### Determinazione dello sfidante
|  | Primo turno       | Primo turno |  |  | Secondo turno    | Secondo turno |                 |              | Terzo turno | Terzo turno |  |  | Semifinale | Semifinale |  |  | Finale | Finale |
|  |                   |             |  |  |                  |               |                 |              |             |             |  |  |            |            |  |  |        |        |
|  | Shungo Goto       |             |  |  |                  |               |                 |              |             |             |  |  |            |            |  |  |        |        |
|  | Kunio Oyama       | B+R         |  |  | Kunio Oyama      |               |                 |              |             |             |  |  |            |            |  |  |        |        |
|  | Ō Rissei          |             |  |  | Toshio Kori      | W+1,5         |                 |              |             |             |  |  |            |            |  |  |        |        |
|  | Toshio Kori       | W+R         |  |  |                  |               |                 | Toshio Kori  |             |             |  |  |            |            |  |  |        |        |
|  | Eio Sakata        |             |  |  | Rin Kaiho        | B+4,5         |                 |              |             |             |  |  |            |            |  |  |        |        |
|  | Ō Meien           | B+R         |  |  | Ō Meien          |               |                 |              |             |             |  |  |            |            |  |  |        |        |
|  | Kaei Chin         |             |  |  | Rin Kaiho        | B+R           |                 |              |             |             |  |  |            |            |  |  |        |        |
|  | Rin Kaiho         | W+R         |  |  |                  |               |                 | Rin Kaiho    |             |             |  |  |            |            |  |  |        |        |
|  | Toshio Sekiyama   |             |  |  | Akira Ishida     | W+R           |                 |              |             |             |  |  |            |            |  |  |        |        |
|  | Goro Miyazawa     | B+13,5      |  |  | Goro Miyazawa    |               |                 |              |             |             |  |  |            |            |  |  |        |        |
|  |                   |             |  |  | Cho Chikun       | W+1,5         |                 |              |             |             |  |  |            |            |  |  |        |        |
|  |                   |             |  |  |                  |               | Cho Chikun      |              |             |             |  |  |            |            |  |  |        |        |
|  | Shoichi Takagi    |             |  |  | Akira Ishida     | B+1,5         |                 |              |             |             |  |  |            |            |  |  |        |        |
|  | Hideo Otake       | B+R         |  |  | Hideo Otake      |               |                 |              |             |             |  |  |            |            |  |  |        |        |
|  | Kaoru Morishima   |             |  |  | Akira Ishida     | W+4,5         |                 |              |             |             |  |  |            |            |  |  |        |        |
|  | Akira Ishida      | W+R         |  |  |                  |               |                 | Akira Ishida |             |             |  |  |            |            |  |  |        |        |
|  | Hideki Komatsu    |             |  |  | Kōichi Kobayashi | W+R           |                 |              |             |             |  |  |            |            |  |  |        |        |
|  | Yuichi Sonoda     | B+R         |  |  | Yuichi Sonoda    |               |                 |              |             |             |  |  |            |            |  |  |        |        |
|  | Norio Kudo        |             |  |  | Masaki Takemiya  | B+R           |                 |              |             |             |  |  |            |            |  |  |        |        |
|  | Masaki Takemiya   | B+R         |  |  |                  |               | Masaki Takemiya |              |             |             |  |  |            |            |  |  |        |        |
|  | Shoji Sakakibara  |             |  |  | Tadahiko Chino   | W+R           |                 |              |             |             |  |  |            |            |  |  |        |        |
|  | Ryuzo Sakaguchi   | W+R         |  |  | Ryuzo Sakaguchi  |               |                 |              |             |             |  |  |            |            |  |  |        |        |
|  | Shuzo Ohira       |             |  |  | Tadahiko Chino   | W+R           |                 |              |             |             |  |  |            |            |  |  |        |        |
|  | Tadahiko Chino    | W+R         |  |  |                  |               | Tadahiko Chino  |              |             |             |  |  |            |            |  |  |        |        |
|  | Shinzo Ishii      |             |  |  | Kōichi Kobayashi | B+R           |                 |              |             |             |  |  |            |            |  |  |        |        |
|  | Noboru Ishikura   | B+4,5       |  |  | Noboru Ishikura  |               |                 |              |             |             |  |  |            |            |  |  |        |        |
|  | Hiroshi Yamashiro |             |  |  | Seido Ota        | W+R           |                 |              |             |             |  |  |            |            |  |  |        |        |
|  | Seido Ota         | B+R         |  |  |                  |               | Seido Ota       |              |             |             |  |  |            |            |  |  |        |        |
|  | Tatsuaki Iwata    |             |  |  | Kōichi Kobayashi | W+R           |                 |              |             |             |  |  |            |            |  |  |        |        |
|  | Takeshi Aragaki   | B+1,5       |  |  | Takeshi Aragaki  |               |                 |              |             |             |  |  |            |            |  |  |        |        |
|  |                   |             |  |  | Kōichi Kobayashi | W+5,5         |                 |              |             |             |  |  |            |            |  |  |        |        |
|  |                   |             |  |  |                  |               |                 |              |             |             |  |  |            |            |  |  |        |        |

### Finale
La finale è una sfida al meglio delle cinque partite, il detentore Masao Kato ha affrontato lo sfidante scelto tramite il processo di qualificazione.